# Narciso Ibáñez Serrador
Narciso Ibáñez Serrador, również Chicho Ibáñez Serrador lub Luis Peñafiel (ur. 4 lipca 1935 w Montevideo, zm. 7 czerwca 2019 w Madrycie) – hiszpański aktor, reżyser i scenarzysta filmowy, telewizyjny i teatralny.

## Życiorys
Urodził się w 1935 roku w Montevideo w Urugwaju i od najmłodszych lat był pod wpływem świata aktorskiego. Jego ojcem był hiszpański reżyser teatralny Narciso Ibáñez Menta, a matką była argentyńska aktorka Pepita Serrador. Dzieciństwo spędził w Ameryce Łacińskiej towarzysząc rodzicom podczas ich występów.
W 1947 roku przeniósł się do Hiszpanii, gdzie uczęszczał do szkoły średniej w mieście Salamanka. Zaczął pracować w firmie teatralnej i zadebiutował jako reżyser teatralny w sztuce The Glass Menagerie Tennessee Williamsa.
W 1963 roku zaczął pracować w hiszpańskiej telewizji, a później przeniósł się do filmów fabularnych i wyreżyserował takie filmy, jak Dom, który krzyczał i Czy zabiłbyś dziecko? Zyskał rozpoznawalność i sławę w telewizji dzięki teleturniejowi Raz, dwa, trzy ... odpowiedz ponownie i horrorze Historie za nie spanie.
Zmarł 7 czerwca 2019 roku z powodu zakażenia dróg moczowych w wieku 83 lat.